# Midori Francis
Midori Iwama (nacida el 16 de abril de 1994), conocida profesionalmente como Midori Francis, es una actriz estadounidense. Comenzó su carrera en el teatro, ganando los premios NYIT, Obie y Drama Desk . Recibió una nominación al Daytime Emmy por su papel de Lily en la serie de Netflix Dash & Lily (2020).

## Primeros años y educación
Francis creció en Rumson, Nueva Jersey. Es hija de Joanne y Ken Iwama, el actual rector de la Universidad del Noroeste de Indiana . Nombrada en honor a su abuela paterna, Francis es de ascendencia japonesa por parte de su padre e irlandesa e italiana por parte de su madre. Sobre crecer en una ciudad predominantemente blanca en los años 90 y principios de la década de 2000, comentó: "Me molestaban mucho por ser asiática, me intimidaban, me hacían sentir fea o rara". Se identifica como Hapa (un término para personas de ascendencia mixta europea y asiática o isleña del Pacífico).
Francis asistió a la escuela secundaria regional Rumson-Fair Haven y se graduó en 2009. Luego obtuvo una Licenciatura en Bellas Artes en actuación de la Escuela de Artes Mason Gross de la Universidad de Rutgers en 2014. Estudió en el extranjero en Londres, entrenando con Tim Carroll e interpretando Los dos caballeros de Verona en el Shakespeare's Globe .

## Carrera
Al graduarse de Rutgers, Francis consiguió papeles en el escenario en producciones regionales de Vanya y Sonia y Masha y Spike y Peter and the Starcatcher como Nina y Molly respectivamente. Ganó el premio a Mejor Actriz en los Premios de Teatro Innovador de Nueva York de 2016 y también recibió una nominación a Mejor Reparto por su papel de Meghan en la obra Off-Broadway Connected en 59E59 Theatres . De 2017 a 2018, estuvo en el elenco original de The Wolves, obteniendo premios de conjunto en los premios Obie y Drama Desk . En este último, Francis también fue nominada a Mejor Actriz en Obra por su papel en Usual Girls de Ming Peiffer.
En 2018, Francis hizo su debut cinematográfico en Ocean's 8 . Al año siguiente, apareció en South Mountain y Good Boys . En octubre de 2019, se anunció que Francis protagonizaría su primer papel principal junto a Austin Abrams en la serie de comedia romántica navideña de Netflix 2020 Dash & Lily, una adaptación de la novela para adultos jóvenes de David Levithan y Rachel Cohn . Francis fue incluida en el proceso creativo, ya que se incorporaron elementos de sus antecedentes y experiencias de la vida real. Por su actuación, Francis fue nominada a Actriz principal en un programa de ficción diurna en los Premios Emmy diurnos de 2021.
Francis apareció junto a Victoria Justice en la película de comedia de fantasía de Netflix Afterlife of the Party en 2021.
En marzo de 2021, se anunció que Francis se había unido al elenco principal de la serie de HBO Max The Sex Lives of College Girls, que se estrenó ese mismo año. 
En enero de 2022, Francis iba a protagonizar la película de suspenso para televisión Unseen con Jolene Purdy, dirigida por Yoko Okumura en su debut como directora.

## Vida personal
Francis se identifica como queer. Habla abiertamente sobre la representación asiática en los medios y habla con frecuencia sobre su experiencia como asiático-estadounidense en Hollywood.

## Filmografía

### Película
| Año  | Título                | Role  | notas                   |
| ---- | --------------------- | ----- | ----------------------- |
| 2018 | 8 del océano          | Abril |                         |
| 2019 | montaña del sur       | Emme  |                         |
| 2019 | Buenos niños          | Lirio |                         |
| 2021 | Más allá de la fiesta | Lisa  | Transmisión de película |

### Televisión
| Año           | Título                               | Role                        | notas                                                         |
| ------------- | ------------------------------------ | --------------------------- | ------------------------------------------------------------- |
| 2016          | Más joven                            | Lin                         | Episodio: "El experimento del malvavisco"                     |
| 2017          | Gotham                               | Emma hsueh                  | Episodio: "Un Caballero Oscuro: Un día en los Estrechos "     |
| 2018          | Divorcio                             | Katie                       | Episodio: "Yendo, yendo. . . Desaparecido"                    |
| 2018          | Paterno                              | Entrevistado por disturbios | película de televisión                                        |
| 2019          | el abedul                            | Lanie Bouchard              | serie web; papel recurrente, 8 episodios                      |
| 2020          | guión y lirio                        | Lirio                       | Rol principal                                                 |
| 2021-presente | La vida sexual de las universitarias | Alicia                      | Papel principal (temporada 1) Papel de invitada (temporada 2) |
| 2022-presente | Anatomía de Grey                     | Dra. Mika Yasuda            | Papel principal (temporada 19-presente)                       |

## Escenario
| Año       | Título                          | Role   | notas |
| --------- | ------------------------------- | ------ | --- |
| 2014      | Vanya y Sonia y Masha y Spike   | Nina   | Escenario de Siracusa, Siracusa                                                                                 |
| 2015      | Peter y el cazador de estrellas | Molly  | Teatro Wells, Norfolk, Virginia                                                                                 |
| 2016      | Conectado                       | Megan  | 59E59 Teatros, Fuera de Broadway                                                                                |
| 2017−2018 | Los lobos                       | Nº 8   | The Duke en 42nd Street, Off-Broadway; Teatro Mitzi Newhouse, Off-Broadway; Cine y teatro de Nueva York, Vassar |
| 2019      | Antes de la reunión             | Nicole | Festival de teatro de Williamstown, Williamstown, Massachusetts                                                 |
| 2019      | Chicas habituales               | Kyeung | Compañía de Teatro Roundabout, Off-Broadway                                                                     |

## Premios y nominaciones
| Año  | Otorgar                                   | Categoría                                               | Trabajar          | Resultado |
| ---- | ----------------------------------------- | ------------------------------------------------------- | ----------------- | --------- |
| 2016 | Premios de Teatro Innovador de Nueva York | Actriz destacada                                        | Connected         | Ganador   |
| 2016 | Premios de Teatro Innovador de Nueva York | Conjunto excepcional                                    | Connected         | Nominada  |
| 2017 | Premios Obi                               | Actuación distinguida de un conjunto                    | Los lobosGanador  | Ganador   |
| 2017 | Premios Drama Desk                        | Conjunto excepcional                                    | Los lobosGanador  | Ganador   |
| 2019 | Premios Drama Desk                        | Mejor actriz en una obra de teatro                      | Chicas habituales | Nominada  |
| 2021 | Premios Emmy diurnos                      | Mejor actriz principal en un programa de ficción diurna | guión y lirio     | Nominada  |